# Jeremiah Baisako
Jeremiah Baisako (* 13. Juli 1980 in Windhoek, Namibia) ist ein namibischer Fußballspieler und ehemaliger Nationalspieler seines Heimatlandes.

## Karriere
Baisako begann seine Karriere 2004 mit den United Africa Tigers Windhoek. Im Sommer 2007 verließ er die Tigers und unterschrieb einen Vertrag bei den Ramblers Windhoek. Nach drei Jahren für die Ramblers wechselte er zum Sport Klub Windhoek.

### International
Baisako spielte zwischen 2002 und 2008 in 16 Spielen für die namibische Fußballnationalmannschaft. Er vertrat sein Heimatland bei der Fußball-Afrikameisterschaft 2008 in Ghana.